# フォトンベルト
フォトンベルト （フォトンバンド、フォトンリング、マナジックリング、ゴールデン・ネブラとも）とは、ニューエイジ運動の一部と深く関りのある霊的主張である。
フォトンベルト説は、フォトンのベルト（輪）が地球を覆い、天変地異を起こし、霊的な変化をもたらすと主張する（意識のシフト、グレート・シフト、シフト・オブ・ザ・エイジ、ゼロ・ポイント、アセンション・ポイントなどと呼ばれる）。また、フォトンベルトという発想は、地球外生命体や2012年人類滅亡説などの多くの主張と結びついている。
フォトンベルト説の中核はプレイアデスの周囲を取り巻く膨大なフォトンのベルトが存在するという主張である。いくつかのニューエイジ思想の主張によれば、地球がこのフォトンのベルトを通過し、高次元の存在へ人類を上昇させ、あるいはまた世界の終わりをもたらすという。作家のバージニア・エッセネやシェルドン・二ドル（1946年生）らは、フォトンベルトは霊的変化を見せてくれる仮の窓であり、この変化によって人類は、彼らが「宇宙的」レベルと呼ぶ、より高い存在のレベルに達する事ができる、と書いている。
フォトンベルトという発想は、1950年のパウル・オットー・ヘッセによる Der Jüngste Tag （『最後の日』）という作品ではじめて登場した。この発想は何人かの作家によって繰り返し用いられ、拡張された。